# روژه لوک
روژه لوک (فرانسوی: Roger Lévêque‎; ۵ دسامبر ۱۹۲۰ – ۳۰ ژوئن ۲۰۰۲) دوچرخه‌سوار اهل فرانسه بود.